# Conférence Olivaint
La Conferencia Olivaint es una asociación de jóvenes francesa.
Fundada en el otoño de 1874, es la asociación estudiantil más antigua de Francia. Su misión es la formación de los jóvenes en la vida pública, en particular mediante conferencias semanales con personalidades políticas y, desde 2003, con personalidades de la vida civil, económica y cultural.
El modelo de la Conferencia Olivaint ha sido retomado en Bélgica, donde existe una Conferencia Olivaint de Bélgica desde 1954.

## Historia
La Conferencia de Olivaint fue creada en el otoño de 1874 por los jesuitas. Debe su nombre al padre Olivaint, superior de los jesuitas de la calle de Sèvres, ejecutado el 26 de mayo de 1871, junto con otros cincuenta rehenes, por los Comuneros. Estas ejecuciones son una respuesta a la represión de Versalles, durante la " semana sangrienta " (fr) de la Comuna de París.
El P. Olivaint deseaba formar a los jóvenes en la vida pública y política : " Si te empujan hacia la carrera política, es importante que estés en primera fila. En tiempos de revolución, es necesario, por el conocimiento, el carácter, la independencia, elevarse por encima de todos los partidos, para ver solo los intereses del pais y dedicarse a su salvación ", dijo.
El objetivo inicial de la Conferencia Olivaint era contratar a los jóvenes de la congregación Rue de Sèvres y prepararlos para convertirse en defensores de los intereses de la Iglesia y del país.
La reunión del miércoles ha sido una tradición de la Conferencia Olivaint desde su creación. El invitado pronunciaba un discurso de carácter general, a menudo de fuerte connotación política o moral.
La Conferencia Olivaint se benefició del ultramontanismo. En efecto, el Papa Pío IX y luego el Papa León XIII concedían a la Conferencia de Olivaint su bendición apostólica, insistiendo en el papel específico que, a su juicio, desempeñaba esta organización. La calificaron de "interés publico para la sociedad".
Tras la Primera Guerra Mundial y hasta la siguiente, la Conferencia Olivaint desea orientar sus debates a nivel internacional. La Conferencia Olivaint invita a personalidades de todas las tendencias políticas.
En 1946, la Conferencia Olivaint invitó a estudiantes italianos a intercambiar con los Olivaint sobre el tema " democracia y fascismo ". El año siguiente se celebra la primera de una serie de sesiones franco-alemanas sobre el tema " Responsabilidad y nazismo ".
Después de la guerra, la Conferencia Olivaint es de sensibilidad más bien demócrata-cristiana y, sobre todo, europeísta. En 1968, la secularización de la Conferencia Olivaint es comúnmente aceptado, bajo la presidencia de Laurent Fabius (rama Jóvenes) y de Hervé de Charette (rama Áncianos). En los años 1980, muchos jóvenes colaboradores de François Mitterrand fueron reclutados por Ancianos como Jacques Attali o Hubert Védrine. En 2013, bajo el impulso de la presidencia de la rama Jóvenes, el secularismo es inscrito como principio fundador en los estatutos y reglamentos de la asociación.
Originalmente destinada a un público masculino, la Conferencia Olivaint se feminizó en los años 1950 y eligió a su primera presidenta en la persona de Angéline Arrighi en 1970. Actualmente, la asociación se acerca a la paridad. Por ejemplo, la asociación reclutó a una mayoría de mujeres (51 %) durante el periodo 2021-2022. En 2022, 40% de los miembros de la asociación son mujeres.
El 26 de mayo de 2021, la asociación conmemoró el 150 aniversario de la Comuna de París y la muerte del Padre Olivaint en un evento que reunió a las dos ramas de la asociación.

## Funcionamiento
El reclutamiento de los nuevos miembros de la Conferencia Olivaint se basa en el estudio de un expediente (que incluye una carta de presentación y un curriculum vitae) y, posteriormente, una entrevista individual ante los responsables  reclutamiento de la Conferencia Olivaint.
Al cabo de tres años, los miembros de la rama Jóvenes reconocidos por su implicación en la vida de la asociación pueden acceder a la rama Ancianos..
La rama Jóvenes comprende una gran mayoría de estudiantes y una minoría de profesionales.
La edad límite para postular a la Conferencia Olivaint es de 30 años según sus estatutos.
Entre los estudiantes, en 2022, había aproximadamente un primer cuarto de estudiantes de Sciences Po Paris, un segundo cuarto de  estudiantes de Assas, un tercer cuarto de estudiantes de La Sorbonne . El último cuarto  estaba compuesto por estudiantes del ICP, escuela de negocios ( HEC, ESSEC, ESCP ...), escuelas de ingeniería ( ENSAE, CentraleSupélec, Polytechnique ...), normalistas ( ENS, ENS Cachan ), comunicación ( CELSA, ISCOM ), Sciences Po Lille, Nanterre, Ecole du Louvre y Dauphine.
Cada año, en las elecciones, las listas presentadas tienen un nombre, que debe ser único. La lista elegida se convierte entonces en la mesa en funciones. Desde junio de 2022, la asociación está dirigida por la mesa  «Simone Weil».

## Actividades
La actividad principal de la Conferencia Olivaint es la organización de conferencias semanales con personalidades del mundo político y de la sociedad civil. Aunque las conferencias están abiertas al público, tradicionalmente se mantiene la confidencialidad de lo que se dice en ellas. Las conferencias se organizan en París, y a menudo tienen lugar en los locales de Sciences Po, el Instituto Católico de París, el Cercle France-Amériques o la Sorbona . Paralelamente, la formación se complementa con masterclass, salidas y eventos internos.
Su otra tradición es la formación en oratoria . Antes de cada conferencia semanal se organizan jornadas oratorias y un retrato del invitado. Desde 1947, los abogados imparten cursos de arte oratorio. Jacques Pradon, Mario Stasi y Olivier Schnerb se sucedieron como consejeros de arte oratorio de la Conferencia Olivaint. Desde 2017, François Martineau y Antoine Vey desempeñan este papel.
Desde 2008, la Conferencia de Olivaint organiza, en colaboración con la Conferencia de Pasantías de Abogados de París, la " Conferencias de justas », concurso anual de oratoria . Los concursos de este concurso se realizaron en 2009 en la Sala Superior de la Biblioteca de la Orden de los Abogados del Colegio de Abogados de París, en 2010 en la Sala de la Asamblea General del Consejo de Estado, en 2011 en la sala de subastas del Palacio de Justicia en París presidido por Henri Leclerc, en 2012 en Sciences Po Paris, en 2013 en la sala de subastas del Palais de Justice, en 2014 en el Consejo de Estado bajo la presidencia del Sr. Jean-Marc Sauvé, en 2015 en la Biblioteca de la Orden de Abogados del Colegio de Abogados de París en el Palacio de Justicia bajo la presidencia de Bâtonnier Christian Charrière-Bournazel, en 2016 en la Asamblea Nacional bajo la presidencia de la ministra Marylise Lebranchu y en 2017 en la Maison du Barreau bajo la presidencia del ministro Hervé de Charette.
El año 2018 es una excepción, ya que la Jornada de las Conferencias no se celebró.
La adquisición tendrá lugar en 2019 en la Biblioteca de la Orden de Abogados del Colegio de Abogados de París, bajo la presidencia de Antoine Vey.
Debido a la pandemia, la celebración de la Jute se suspendió en el año 2020. Finalmente se aplazó hasta el otoño de 2021 y tuvo lugar en el ayuntamiento del distrito 16, mientras que la Biblioteca de la Orden de Abogados de París acogió la edición 2021, en mayo de 2022. La próxima edición tendrá lugar en el otoño de 2022.
En 2017, la Conferencia Olivaint creó el Premio de elocuencia Olivier Schnerb en homenaje a su consejero oratorio fallecido. 
La Conferencia Olivaint también organiza anualmente  :
- Un coloquio abierto al público :
  - en 2006 en el Instituto del Mundo Árabe sobre el tema de la integración.
  - en 2007 en la Asamblea Nacional sobre el tema de la Educación superior.
  - en 2008 en el Instituto de Estudios Políticos de París sobre el tema de la inmigración.
  - en 2009 a la Asamblea Nacional sobre el tema "Decisión y poder en la sociedad francesa ".[18]
  - en 2010 a la Asamblea Nacional sobre el tema "Francia frente a las reformas políticas ".
  - en 2011 en el Senado sobre el tema " Resucitar Europa" .
  - en 2012 en el Ayuntamiento del 5o la Distrito de París sobre el tema " La juventud francesa en 2012 ".
  - en 2013 en Science Po sobre el tema : “Estimular la creatividad de los jóvenes ".
  - en 2014 a la Asamblea Nacional sobre el tema : “ Repensar la gobernanza mundial, ¿por qué? ¿Con quién? ¿Cómo? " en colaboración con la Asamblea de Jóvenes Francófonos para las Organizaciones Internacionales (AJFOI).
  - en 2015 a la Asamblea Nacional sobre el tema : “ Reformar Francia ".
  - en 2016 en la ENS sobre el tema : “ Retrato de una Francia en guerra ".
  - en 2017 en el Senado sobre el tema : “ Las mujeres y poder ".
  - en 2018 a la Asamblea Nacional sobre el tema : “ La defensa francesa: ¿un único asunto militar? ".
  - en 2019 en la Sorbona sobre el tema : “ (R)evolución Digital: entre amenaza y progreso ".
  - en 2021 en el Instituto de Estudios Políticos de París sobre el tema : “Empoderarse de la laicidad ».[19]
  - en 2022 en la Academia del Clima sobre el tema : “ El Estado frente al cambio climáticoo”.[20]

- Un viaje de estudios al exterior (Argentina y Uruguay en 2005, Ucrania en 2006, Turquía en 2007, Estados Unidos en 2010,[21] Kosovo en 2011, China en 2012, Túnez en 2013, Irán en 2014, Rusia en 2015, Grecia en 2016, Líbano, Vaticano,[22] Italia en 2017, Benin y Nigeria en 2018, Rumanía en 2019,[23] Senegal en 2022[24] ), donde los miembros de la Conferencia se encuentran con personalidades políticas del país visitado.[25]
- En 2021, debido a la pandemia, el viaje de estudios tuvo lugar en la isla de Port-Cros,[26] isla en la que la Conferencia de Olivaint organizó seminarios internacionales desde el final de la Segunda Guerra Mundial hasta finales de la década de 1970[27]

- Un concurso de noticias políticas. Los últimos temas fueron :: “¡ Ánimo, huyamos! » (2011), « Sans culottes » (2012), « Besos velados » (2013), « Vivre Debout » (2014), « Utopía (2017), “ Deseo ” en 2022.
- El foro de Weimar[28] que reúne a jóvenes estudiantes alemanes, polacos y franceses en un coloquio internacional. En 2017, el foro tuvo lugar dentro de la Asamblea Nacional sobre el tema de la tecnología digital y Europa bajo el alto patrocinio del Ministro Jean-Marc Ayrault y la Alta Comisión para Digital y Correos .

El Congreso de Olivaint se beneficia de una red de socios sólida y duradera. Se apoya en universidades e instituciones, así como en otras entidades francesas e internacionales que comparten sus valores de independencia, audacia y elocuencia y están alineadas con su interés por la vida pública.
La Conferencia de Olivaint incluye a Sciences Po Paris, la Universidad Panthéon-Sorbonne, el Instituto Católico de París, INALCO, el Studentenforum im Tönissteiner Kreis, o el círculo France-Americas y el Institut de France entre sus socios históricos. Algunas asociaciones también tienen objetivos más temporales, como la establecida en 2014 con la Canadian University Society for Intercollegiate Debate para participar en varios torneos; este proyecto permitió así el envío de una delegación de Olivaint a Montreal para el campeonato nacional de debate canadiense y la recepción de una delegación canadiense en París

## Rama exalumnos
Los exalumnos disponen de un Consejo de Administración, presidido por el profesor Antoine Souchaud desde 2019, que garantiza la perennidad de la Conferencia Olivaint. Constituyen una red oficiosa y realizan actividades menos regulares que los jóvenes.
Los antiguos alumnos de la Conferencia Olivaint son, sobre todo, importantes figuras políticas: Michel Barnier, Karine Berger, Laurent Fabius, Pierre Mendès FranceRobert Schuman, René Pleven o Arnaud Montebourg.
Algunos antiguos alumnos son también intelectuales, magistrados o conocidos empresarios: Erik Orsenna, Isabelle Huppert, Raphaël Enthoven, Marguerite Bérard,Jean-François Deniau, o Pierre Gerlier.